# Alex Mawimbe
Alex Mawimbe', anciennement connu sous le nom Ato Malinda, est une artiste visuelle née au Kenya en 1981 et vivant aux Pays-Bas (à Rotterdam), aux États-Unis et au Kenya.

## Biographie
Née en 1981 au Kenya, elle a grandi aux Pays-Bas, au Kenya et aux États-Unis. Elle a étudié l’histoire de l’art et la biologie moléculaire à l’Université du Texas à Austin, de 2000 à 2003, puis à prolonger cette formation par une maîtrise en beaux-arts à Transart Institut, à New York, plusieurs années plus tard, en 2014. Elle s'est tout d'abord manifestée en tant que peintre et utilise maintenant divers modes de création y compris les performances et la vidéo.
Ses travaux ont interrogé la nature de l'identité africaine,. Elle s'est attaché à dissiper les notions d'une Afrique unitaire. Elle s'est intéressée également aux questions de genre et à la sexualité féminine. Elle a voulu également raconter la vie des homosexuels opprimés au Kenya, contraints de vivre leurs choix dans la clandestinité.
Son travail mêle performance, dessin, peinture, installation, vidéo et confection d'objets en céramique. Elle a exposé ou a participé notamment au Salon urbain de Douala (SUD) en 2010, à la Neue Gesellschaft für Bildende Kunst (NGBK) à Berlin et au ARoS Aarhus Kunstmuseum en 2011, au Museum für Moderne Kunst à Francfort-sur-le-Main en 2014, à la Biennale de Dakar toujours en 2014, à des événements du Musée national d'art africain- Smithsonian Institution en 2015 et 2016,, au Iwalewahaus à Bayreuth en 2015, au Musée d'art moderne Louisiana au Danemark en 2015 et au Brooklyn Museum en 2016.
Mawimbe est l'une des premières lauréates des prix sur l'art africain décernés par la Smithsonian Institution en 2016. Elle s'est vu attribuer également le One Minutes Award en 2012 dans la catégorie «moving photography», ainsi que le Smithsonian African Artist Award en 2016.